# Грб Папуе Нове Гвинеје
Грб Папуе Нове Гвинеје је званични хералдички симбол пацифичке државе Папуа Нова Гвинеја. Грб има амблемни облик, а садржи рајску птицу изнад традиционалног копља. Црвена и црна боја су традиционалне боје папуанских племена.